# 葉鳳娟
葉鳳娟（1952年—），香港商人，葉氏化工集團有限公司（0408.HK）創辦人、前副主席及前執行董事、及旗下香港紫荊花製漆（大中華）有限公司之前董事長。
為葉容先生女兒、葉志成先生及葉子軒先生之姊妹。

## 學歷
- 台灣國立大學中國文學學士學位

## 相關連結
- 葉鳳娟小姐 葉氏化工集團個人履歷
- 疑对老父施行“安乐死” 香港富豪姊妹被控谋杀[永久]